# Mare Dumont d'Urville
Il mare Dumont d'Urville (in francese Mer Dumont d'Urville) è un mare che bagna l'Antartide e fa parte dei mari antartici. È intitolato all'esploratore francese Jules Dumont d'Urville, che lo esplorò con una spedizione fra il 1839 e il 1840. Dal 2009 vi si trova il Polo Sud Magnetico. Il Mare bagna la Terra Adelia, ed è rivendicato parzialmente dalla Francia e dall'Australia.